# 兰乔帕洛斯弗迪斯
兰乔帕洛斯弗迪斯或帕洛斯弗迪斯牧场（Rancho Palos Verdes，也称为RPV）是美国加利福尼亚州洛杉矶县的一座城市，位于帕洛斯弗迪斯山脉和帕洛斯弗迪斯半岛的断崖之上。洛杉矶富裕的郊区，以大面积的开放空间和太平洋的壮观景观而闻名。Rancho Palos Verdes被翻译成“绿色牧场”，可能是指早期地图上显示的Bixby Slough（现称马查多湖）东北部的柳树。